# Кутіха
Куті́ха (каз. Кутиха) — село у складі Алтайського району Східноказахстанської області Казахстану. Входить до складу Паригінського сільського округу.
Населення — 18 осіб (2021; 69 у 2009, 296 у 1999, 256 у 1989).
Національний склад станом на 1989 рік:
- росіяни — 100 %